# Болла
Болла (в південній Албанії Буллар) — демонічна драконоподібна істота з албанського фольклору. Має довге зміїне тіло, чотири лапи і маленькі крила. За легендами змій спить цілий рік, але в день св. Георгія прокидається і його фасеткові сріблясті очі оглядають світ до тих пір, поки не знайдуть людину, яку Болла пожирає, після чого закриває очі і засинає знову.
На дванадцятий рік Болла перетворюється в рогатого вогнедишного дракона Кучедру (Kuçedra), з дев'ятьма язиками, гребенем і великими крилами. Кучедра вимагає людських жертв, інакше він насилає посуху. Іноді Кучедру описують, як покриту густим волоссям велетенську жінку з обвислими грудьми.